# Richard Palmer Blackmur
Richard Palmer Blackmur (Springfield, 21 gennaio 1904 – 2 febbraio 1965) è stato un poeta e critico letterario statunitense, importante soprattutto per i suoi saggi.

## Biografia
R. P. Blackmur, come si firmava, nacque nel Massachusetts e crebbe a Boston, frequentando senza iscriversi e senza laurearsi alcuni corsi a Harvard.  Incominciò la sua attività lavorativa presso una libreria e frequentò diversi scrittori a lui contemporanei. Nel biennio 1928-1929 diresse la rivista letteraria d'avanguardia Hound & Horn ("Segugio e corno"), con la quale collaborò fino al 1934.
Nel 1935 pubblicò il primo volume di critica intitolato The Double Agent ("Il duplice agente"), a cui seguì, cinque anni dopo, The Expense of Greatness ("Il costo della grandezza"). Lo stesso anno rinunciò all'indipendenza e si trasferì alla Princeton University, dove insegnò letteratura inglese per venticinque anni. 
Fondò a diresse il Christian Gauss Seminars di critica letteraria, dedicato in onore del suo collega Christian Gauss. 
Frequentò vari poeti durante la sua permanenza a Princeton, tra i quali W.S. (William Stanley) Merwin e John Allyn Berryman. 
Tra i suoi principali saggi, si annoverarono Language as Gesture ("Il linguaggio come gesto") del 1952, The Lion and the Honeycomb ("Il leone e il favo") del 1955, Form and Value in Modern Poetry ("Forma e valore nella poesia moderna"), del 1957, e Eleven Essays in the European Novel ("Undici saggi sul romanzo europeo"), del 1966.
Come poeta si mise in luce con le raccolte From Jordan's Delight del 1937 e Second World del 1942 che influenzarono per esempio Robert Lowell o Delmore Schwartz, una cui scelta minima è stata tradotta da Alfredo Rizzardi in Poesie, Ed. del triangolo, Milano 1958.
Saul Bellow si rifece a lui quando modellò il personaggio snob del critico Sewell, nel romanzo Il dono di Humboldt (Humboldt's Gift, 1975). 

## Pensiero critico
Blackmur si dimostrò un critico sensibile, acuto e inquieto. I suoi scritti su Henry James, Dostoevskij, Edgar Allan Poe, Henry Adams e David Herbert Lawrence generarono reazioni entusiastiche, tuttavia parve complicato incanalare Blackmur in una corrente critica determinata, anche se evidenziò qualche convergenza con la scuola dei New Critics.
Il titolo del suo saggio Linguaggio come gesto esemplifica il suo pensiero letterario incentrato sul connubio fra espressività e simbolicità, a cui partecipano sia i doppi sensi e le ambiguità, sia il metro e la rima.
Nell'ultimo periodo di vita, Blackmur si immerse nel mondo dell'irrazionale, tentando sperimentazioni e innalzando la letteratura al livello del misticismo, suscitando reazioni contrastanti.